# Franz Naager
Franz Naager, né le 25 mai 1870 à Munich et mort le 9 janvier 1942 dans la même ville, est un artiste peintre, graveur, sculpteur, collectionneur et entrepreneur allemand.

## Biographie

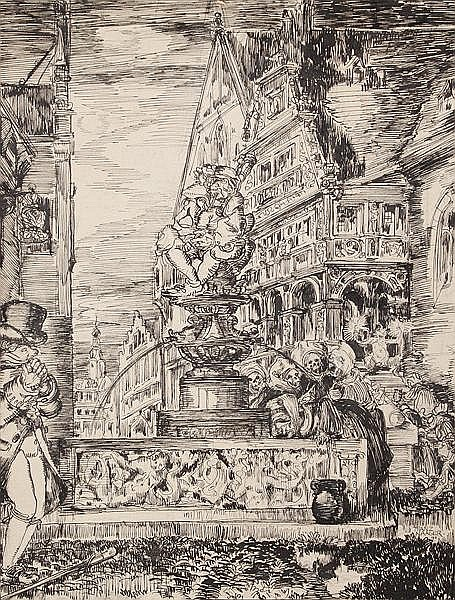
Die bösen Zungen (1896), gravure reproduite dans Jugend.

Franz Naager étudie à l'Académie des beaux-arts de Munich avec Alexander Strähuber, Ferdinand Barth (de) et Gabriel von Hackl à partir du 24 mai 1889.
Après cela, il passe la période de 1901 à 1913 à Venise, où il est impliqué dans l'achat d'œuvres d'art en plus de son travail en tant qu'artiste. À Venise, il fonde les ateliers d'art avec environ 200 employés. Influencé par le sculpteur et artisan Lorenz Gedon (de) et l'architecte Gabriel von Seidl, il conçoit des œuvres artisanales, notamment des incrustations de marbre, des mosaïques et des bijoux sculpturaux.
De retour à Munich, il achète la maison de l'ancienne Schackgalerie pour y abriter ses collections d'art.
Franz Naager est également graphiste et écrivain. Il est membre de l'association des artistes munichois Allotria.
Franz Naager conçoit vers 1911 les frises de terre cuite pour les façades de l'ancien bâtiment résidentiel et commercial A. S. Drey sur la Max-Joseph-Strasse 2, des frises fabriquées par la Manufacture de porcelaine de Nymphenburg.
Franz Naager est élu membre honoraire de l'Académie des Beaux-Arts en 1922.